# Espace européen de l'entreprise
L'Espace européen de l'entreprise, abrégé par EEE ou E3, est un quartier d'affaires situé dans l'Eurométropole de Strasbourg, principalement sur la commune de Schiltigheim, dédié aux techniques, à l'industries, aux recherches et aux enseignements à caractère innovant et de haute technologie.

## Historique
La création de l'Espace européen de l'entreprise a été votée au conseil de la Communauté Urbaine de Strasbourg le 2 avril 1993. Il est aménagé à partir de 1994 sur les territoires des communes de Schiltigheim, Niederhausbergen et Strasbourg. 
Avec l'Aéroparc de l'aéroport de Strasbourg-Entzheim à l'est et le Parc d'innovation d'Illkirch-Graffenstaden au sud, l'Espace européen de l'entreprise est un des projets développés en périphérie pour pallier le manque de terrains disponibles pour l'immobilier de bureau dans le centre de Strasbourg. Il s'agit d'un des trois sites économiques prioritaires de la Communauté Urbaine de Strasbourg, avec le Port autonome de Strasbourg et le Parc d'innovation d'Illkirch-Graffenstaden. Alors que ce dernier est plutôt un parc scientifique et technopolitain, l'Espace européen de l'entreprise est un parc d'activités tertiaires supérieures, bancaires et financières.
Dès sa création, la qualité de l'environnement est un des aspects du projet qui comporte un tiers de surface bâtie au sol, un tiers de voirie et un tiers d'espace paysager. En 2000, un lac artificiel est mis en eau. En 1999, l'entreprise Aventis y installe son siège, mais elle quitte le site en 2004. Le Crédit mutuel s'y installe en 2006.
Depuis le 30 novembre 2013, le quartier d'affaires est desservi par la ligne G du BHNS de Strasbourg.
En 2018, la bretelle n°50 de l'autoroute A4/A35 a été réaménagée pour permettre l'accès direct à l'espace européen de l'entreprise depuis Strasbourg.

## Chiffres
Le quartier d'affaires accueille environ 550 entreprises, soit 9000 salariés, sur une superficie de 110 hectares.

## Entreprises et institutions

### Entreprises
Le quartier d'affaires accueille environ 550 entreprises dont, entre autres :
- Alsacienne de restauration (Elior Group)
- ATMO Grand Est
- CBRE
- Cushman & Wakefield
- Crédit mutuel
- Groupama
- Orange
- Société générale
- Sopra Steria
- Steelcase
- Terre d'infos

### Enseignement et recherche
L'espace européen de l'entreprise accueille le Campus de Cronenbourg avec notamment l'École européenne de chimie, polymères et matériaux (ECPM), l'IUT Louis Pasteur de l'Université de Strasbourg, Institut Catholique d'Arts et Métiers Strasbourg-Europe (Icam), une antenne du Centre national de la recherche scientifique (CNRS) ainsi que le Lycée Technologique Charles de Foucauld.

### Institutions
- Association régionale des industries alimentaires
- Chambre d'agriculture d'Alsace
- Chambre de métiers d'Alsace
- Pôle emploi
- Mouvement des entreprises de France (MEDEF)